# Incensiere

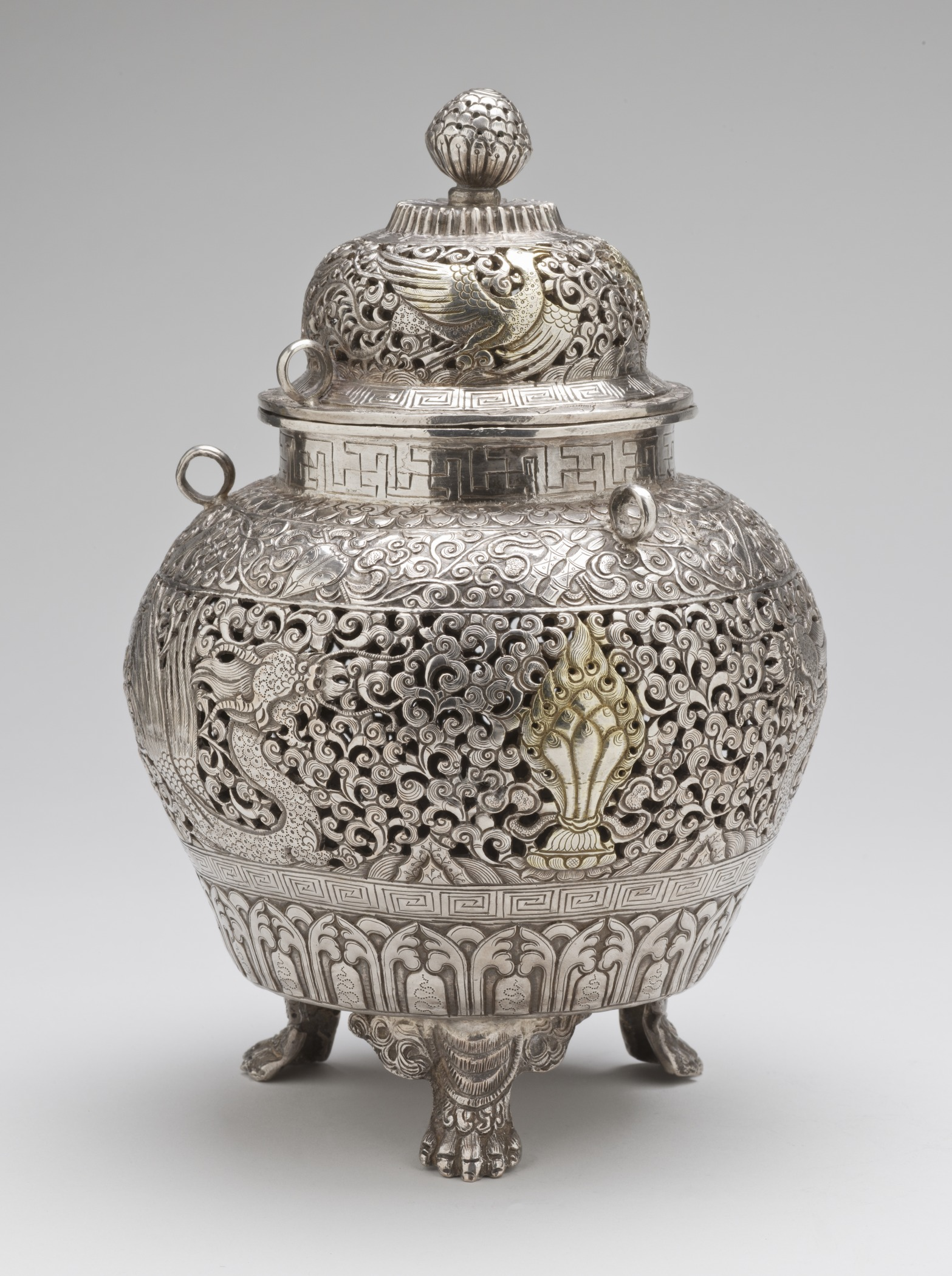
Incensiere del Tibet del diciannovesimo secolo

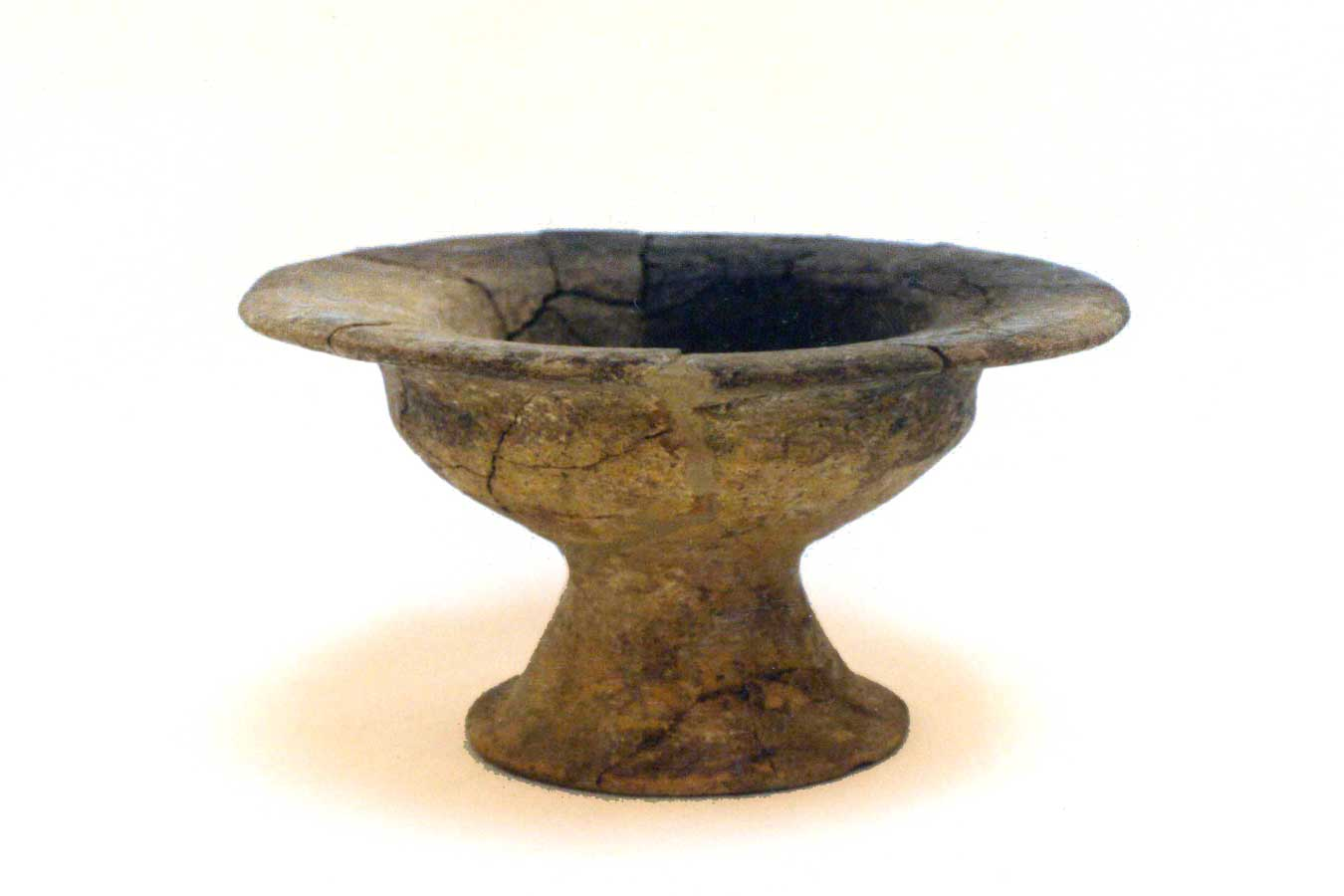
Incensiere dell'età del ferro

Un incensiere, incensario, bruciaprofumi o turibolo è un recipiente in cui viene fatto bruciare l'incenso in forma solida.
Gli incensieri sono contenitori metallici o in terracotta che si presentano in varie forme e dimensioni e possono essere, a seconda dei casi, semplici ciotole o manufatti con trafori e/o altri elementi decorativi. I modelli più grandi possono essere alti alcuni metri. L'aspetto degli incensieri cambia a seconda del contesto culturale e religioso in cui vengono costruiti.

## Storia

Incensiere in terraccotta in forma di accampamento romano, tra il 30 a.C. e il 395, Periodo romano dell'Egitto. Museo Egizio, Torino.

Gli incensieri esistono sin dall'antichità nel mondo classico e orientale e vi sono talvolta testimonianze fornite da rilievi funerari egiziani. Tali oggetti erano in terracotta, bronzo o argento e venivano usati nel corso delle cerimonie di culto. Alcuni ipotizzano che i tripodi del mondo classico avessero, almeno in certi casi, la funzione di bruciaprofumi. I primi incensieri del culto cristiano avevano numerosi fori per l'uscita del fumo ed erano sostenuti a mano o appesi a piccole funi. Tutt'oggi, nella liturgia cristiana, i turiboli sono appesi a diverse catene. Durante il medioevo, gli incensieri avevano forma poligonale o emisferica mentre prevalevano quelli sferici. Più tardi, nell'età gotica e rinascimentale, si adoperarono bruciaprofumi collegati a tabernacoli e guglie.

### Culture antiche

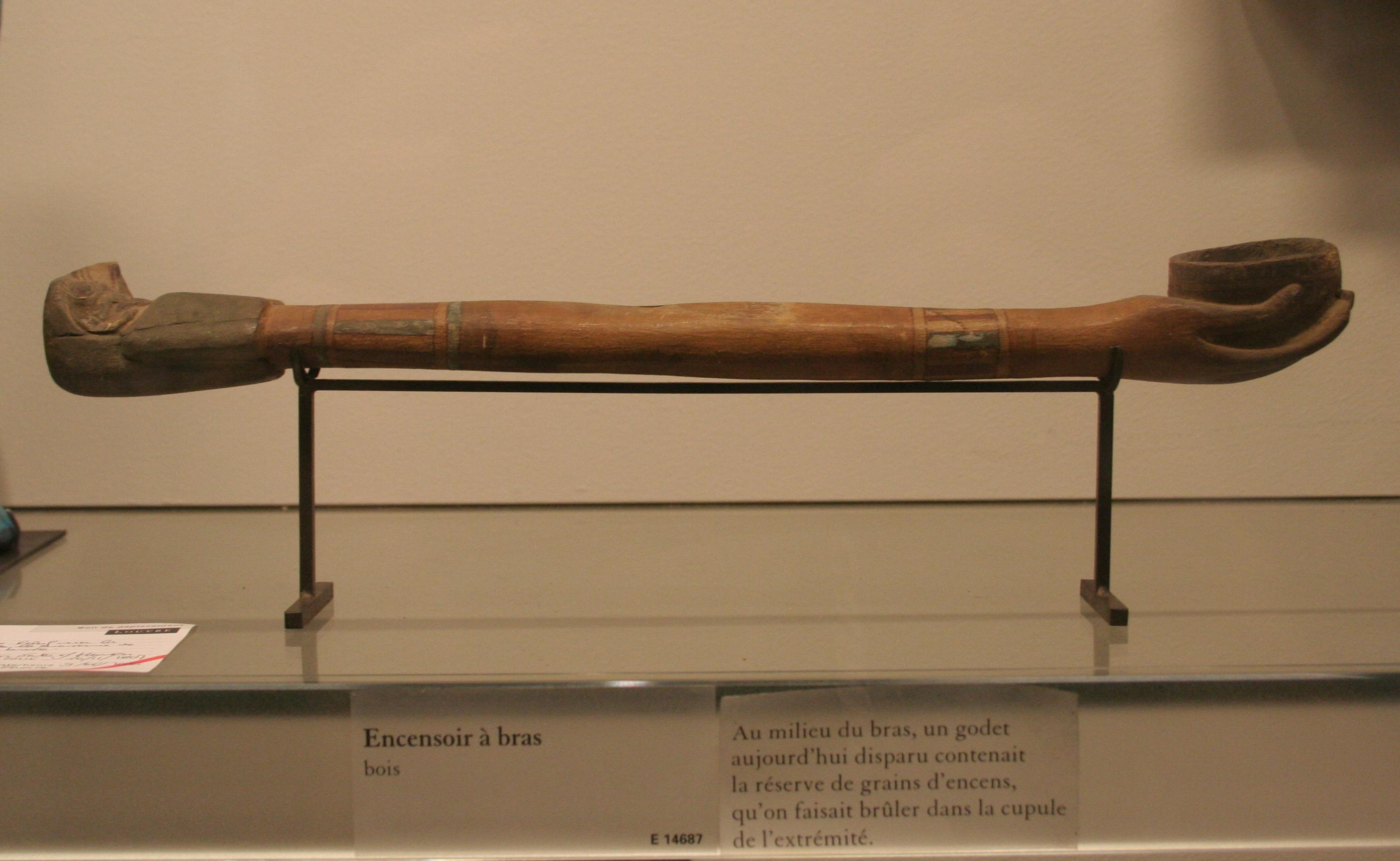
Incensiere antico a forma di braccio umano, Egitto, XV dinastia

L'utilizzo dell'incenso nelle culture antiche per scopi rituali, presupponeva l'utilizzo di incensieri, che erano essenzialmente di due tipi: a braciere e manuale.
- La tipologia a braciere, utilizzata prevalentemente nella cultura occidentale dei templi greco-romani e nelle case, consisteva in un braciere di dimensioni variabili che poteva essere portato a mano o lasciato stabile sul pavimento dell'edificio ove si celebravano i culti. In altri casi il braciere era sostituito da una piccola coppetta all'interno della quale veniva bruciato l'incenso, così come era tradizione presso il culto delle vestali.
- La tipologia manuale prevedeva invece l'utilizzo di un supporto (inizialmente di legno e successivamente di materiale metallico come bronzo o oro) avente un lungo manico con la parte terminale scava a incavo e contenente l'incenso da bruciare. Questi incensieri manuali potevano talvolta essere doppi e solitamente venivano tenuti da un solo sacerdote celebrante date le loro dimensioni portatili. Tale oggetto era utilizzato soprattutto presso la cultura egizia e siriana e in generale in oriente.

### Cultura cinese

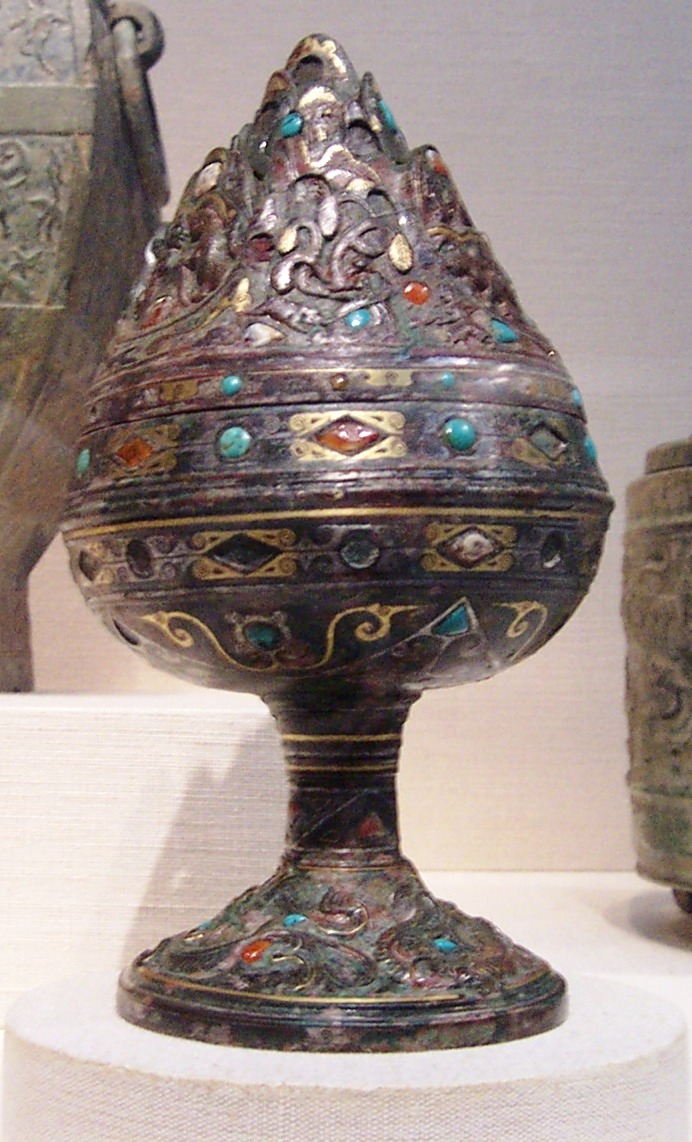
Incensiere in bronzo e smalti della dinastia Han.

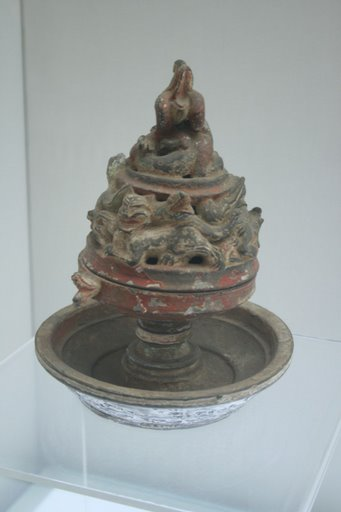
Incensiere in ceramica della dinastia Han.

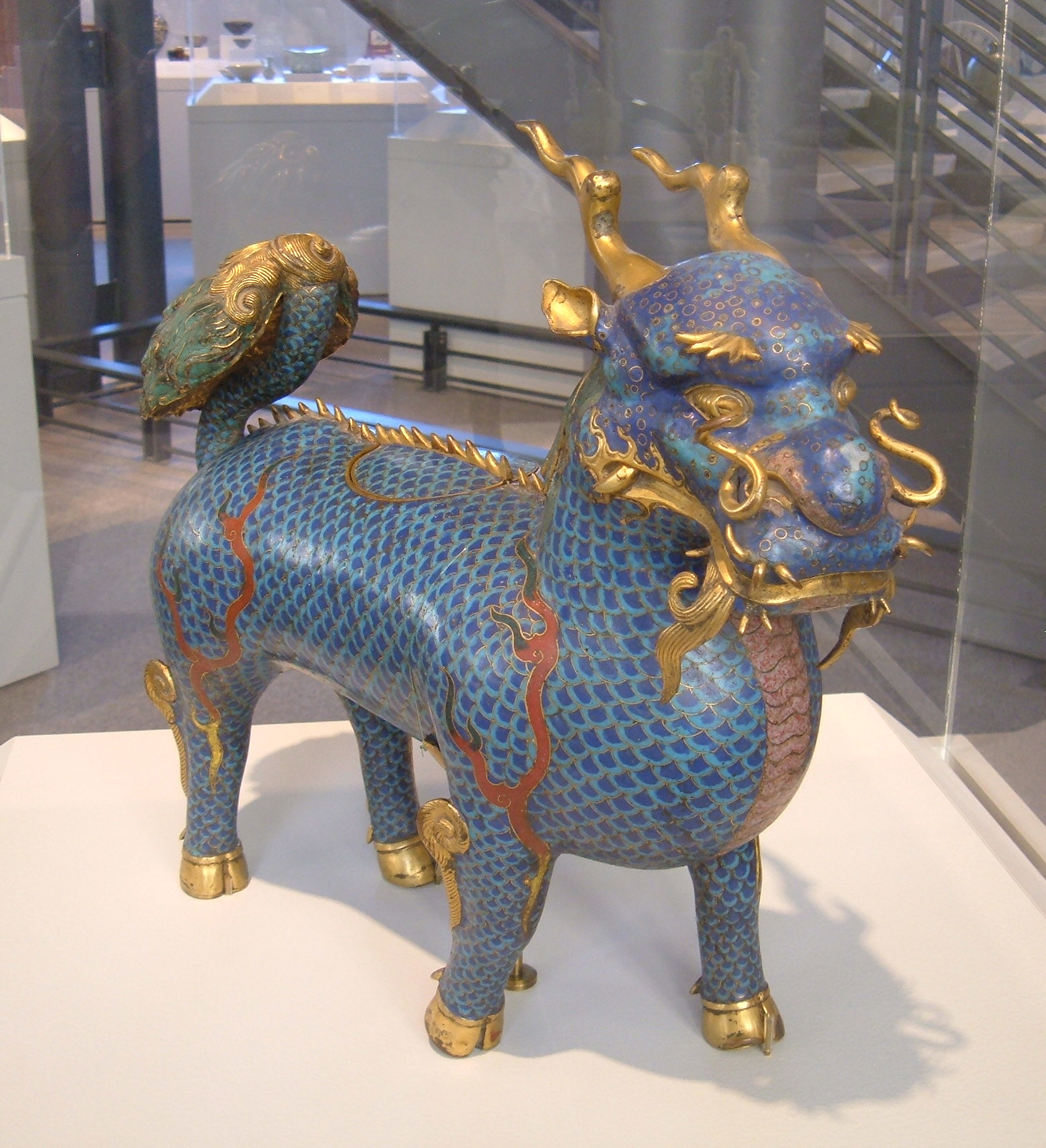
Un incensiere a forma di qilin della dinastia Qing.

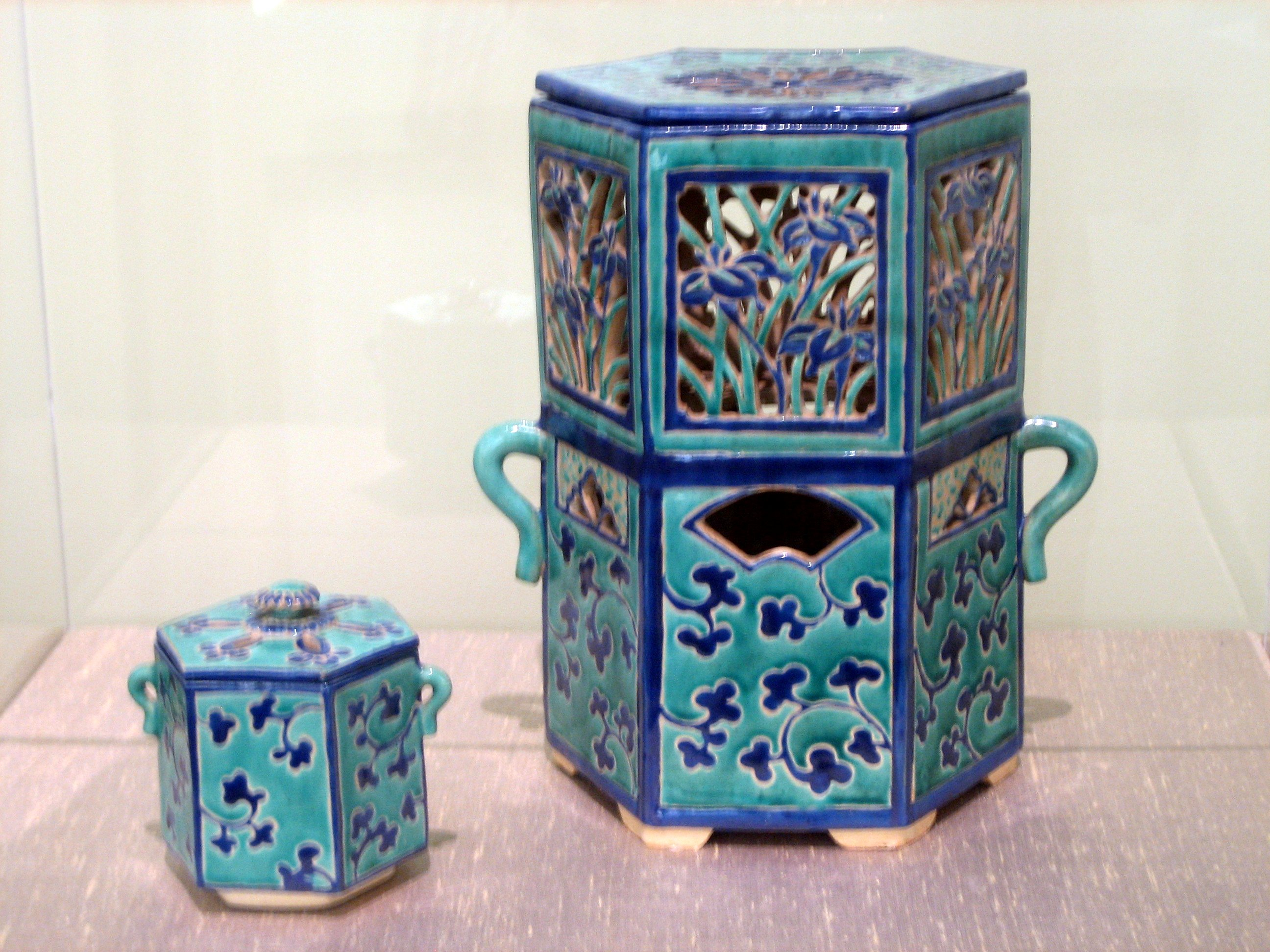
Incensiere giapponese del periodo Edo, XVIII secolo.

La storia degli incensieri nella cultura cinese ha inizio probabilmente con la dinastia Zhou orientale (770–256 a.C.). Nella lingua cinese la parola "incensiere" è composta da lu (爐 o炉 "braciere; fornace"), Xianglu (香爐, "incenso") e Xunlu (熏爐, "fumo", o 薰爐, "fragranza, erba aromatica".
L'incensiere più comune è il Shoulu (手爐, "mano") ovvero incensiere a mano.
Il boshanlu (博山爐 "incensiere universale a montagna" o boshan xianglu 博山香爐), che divenne popolare durante l'era dell'imperatore Wu Han (regnante 141-87 a.C.), rappresentava in esso tutto il microcosmo di una sacra montagna (come erano il monte Kunlun o il Monte Penglai). Questi incensieri elaborati vennero disegnati con aperture che facessero sembrare il denso fumo dell'incenso come delle nuvole che attorniavano il picco della montagna. Il primo scrittore a dare notizia dell'esistenza di oggetti simili fu lo studioso Liu Xiang che riportò per primo la parola boshanlu, nel 40 a.C. circa.
Gli archeologi hanno rinvenuto molti boshanlu in Cina e precisamente a Mawangdui, molti dei quali contenevano ancora dei resti di cenere che le analisi hanno rivelato essere di piante aromatiche come il maoxiang (茅香 "Imperata cylindrica"), il gaoliangjiang (高良薑 "Galangal"), lo xinyi (辛夷 "Magnolia liliiflora) ed il gaoben (藁本"Ligusticum sinense"). Gli studiosi ritenevano che il bruciare queste essenze favorisse il contatto con gli spiriti durante le cerimonie funebri.
Secondo il sinologo e storico Joseph Needham, alcuni taoisti adattarono anche gli incensieri per utilizzare nella religione la cannabis.